# Leyment
Leyment est une commune française située dans le département de l'Ain, en région Auvergne-Rhône-Alpes.
Ses habitants s'appellent les Leymentais.

## Géographie

### Description
Leyment est une commune française du département de l'Ain, appartenant au canton de Lagnieu. Elle se situe à 6 km de son chef-lieu de canton, 4 km de Sainte-Julie, 5 km de Vaux-en-Bugey, 4,5 km de Saint-Maurice-de-Rémens, 11 km de Meximieux, 6 km d'Ambérieu-en-Bugey et 1 km de la route départementale 1084 (ex-route nationale 84). La route départementale 77 traverse la commune du nord au sud. Les routes D 77B et D 40C permettent les liaisons avec Lagnieu, Vaux-en-Bugey et Sainte-Julie.
Le bois de Leyment, se situe au niveau d'une moraine glaciaire qui pourrait dater du Riss et du Würm ancien.

### Climat
Pour des articles plus généraux, voir Climat d'Auvergne-Rhône-Alpes et Climat de l'Ain.
En 2010, le climat de la commune est de type climat des marges montargnardes, selon une étude du CNRS s'appuyant sur une série de données couvrant la période 1971-2000. En 2020, Météo-France publie une typologie des climats de la France métropolitaine dans laquelle la commune est exposée à un climat de montagne ou de marges de montagne et est dans la région climatique Bourgogne, vallée de la Saône, caractérisée par un bon ensoleillement (1 900 h/an), un été chaud (18,5 °C), un air sec au printemps et en été et des vents faibles.
Pour la période 1971-2000, la température annuelle moyenne est de 11,4 °C, avec une amplitude thermique annuelle de 17,8 °C. Le cumul annuel moyen de précipitations est de 1 134 mm, avec 10,7 jours de précipitations en janvier et 7,4 jours en juillet. Pour la période 1991-2020, la température moyenne annuelle observée sur la station météorologique de Météo-France la plus proche, « Ambérieu », sur la commune de Château-Gaillard à 6 km à vol d'oiseau, est de 11,9 °C et le cumul annuel moyen de précipitations est de 1 117,5 mm,. Pour l'avenir, les paramètres climatiques de la commune estimés pour 2050 selon différents scénarios d'émission de gaz à effet de serre sont consultables sur un site dédié publié par Météo-France en novembre 2022.

## Urbanisme

### Typologie
Au 1er janvier 2024, Leyment est catégorisée commune rurale à habitat dispersé, selon la nouvelle grille communale de densité à 7 niveaux définie par l'Insee en 2022.
Elle est située hors unité urbaine. Par ailleurs la commune fait partie de l'aire d'attraction de Lyon, dont elle est une commune de la couronne,. Cette aire, qui regroupe 397 communes, est catégorisée dans les aires de 700 000 habitants ou plus (hors Paris),.

### Occupation des sols
L'occupation des sols de la commune, telle qu'elle ressort de la base de données européenne d’occupation biophysique des sols Corine Land Cover (CLC), est marquée par l'importance des territoires agricoles (66,2 % en 2018), en diminution par rapport à 1990 (67,9 %). La répartition détaillée en 2018 est la suivante : 
terres arables (59,4 %), forêts (23,6 %), zones urbanisées (5,1 %), zones industrielles ou commerciales et réseaux de communication (5,1 %), zones agricoles hétérogènes (3,8 %), cultures permanentes (3 %).
L'évolution de l’occupation des sols de la commune et de ses infrastructures peut être observée sur les différentes représentations cartographiques du territoire : la carte de Cassini (XVIIIe siècle), la carte d'état-major (1820-1866) et les cartes ou photos aériennes de l'IGN pour la période actuelle (1950 à aujourd'hui).

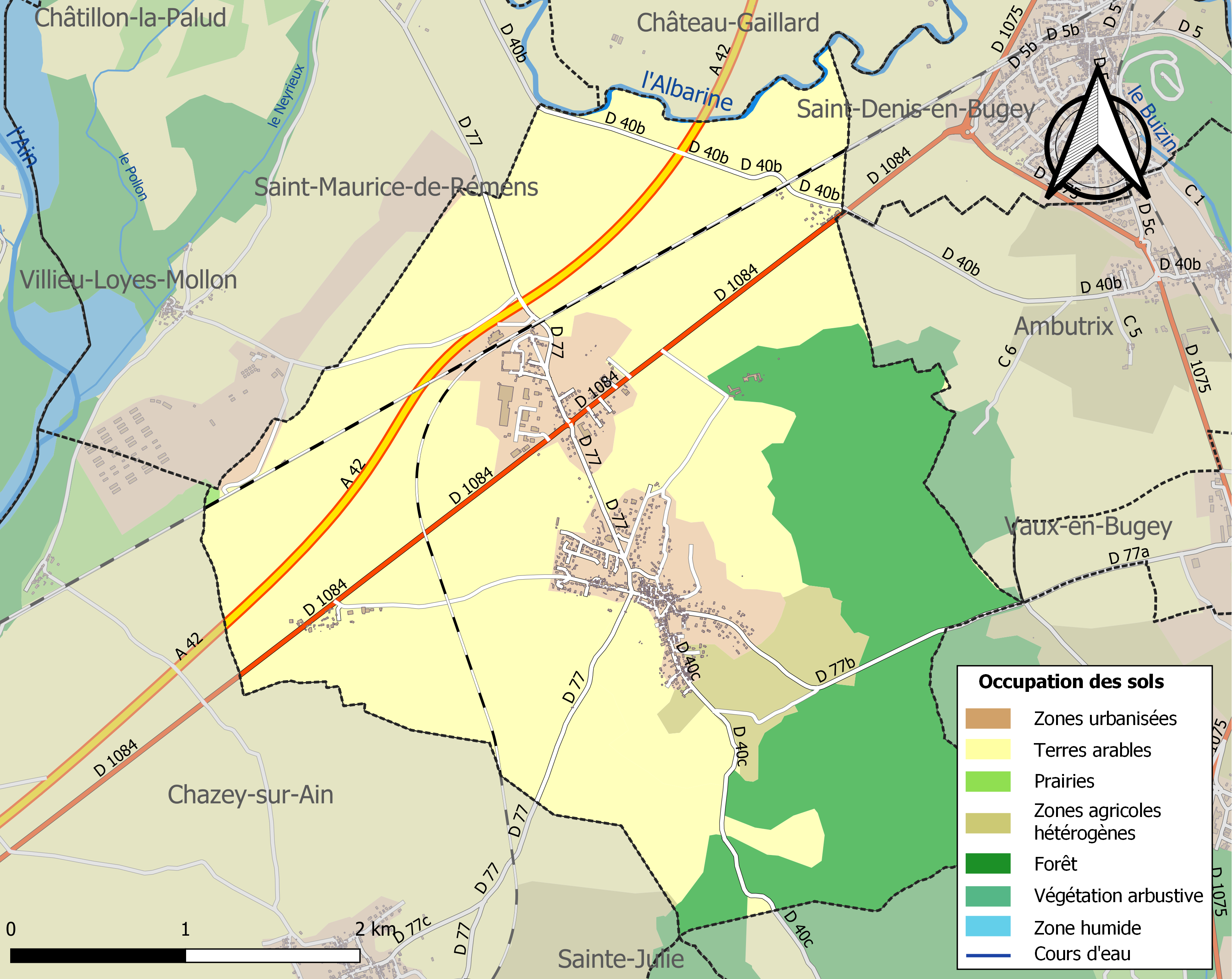
Carte des infrastructures et de l'occupation des sols de la commune en 2018 (CLC).

### Habitat et logement
En 2018, le nombre total de logements dans la commune était de 554, alors qu'il était de 512 en 2013 et de 477 en 2008.
Parmi ces logements, 92,1 % étaient des résidences principales, 3,1 % des résidences secondaires et 4,9 % des logements vacants. Ces logements étaient pour 95,8 % d'entre eux des maisons individuelles et pour 4 % des appartements.
Le tableau ci-dessous présente la typologie des logements à Leyment en 2018 en comparaison avec celle de l'Ain et de la France entière. Une caractéristique marquante du parc de logements est ainsi une proportion de résidences secondaires et logements occasionnels (3,1 %) inférieure à celle du département (5,5 %) et à celle de la France entière (9,7 %). Concernant le statut d'occupation de ces logements, 75,1 % des habitants de la commune sont propriétaires de leur logement (74,9 % en 2013), contre 62,4 % pour l'Ain et 57,5 % pour la France entière.
| Typologie                                               | Leyment | Ain  | France entière |
| ------------------------------------------------------- | ------- | ---- | -------------- |
| Résidences principales (en %)                           | 92,1    | 86,3 | 82,1           |
| Résidences secondaires et logements occasionnels (en %) | 3,1     | 5,5  | 9,7            |
| Logements vacants (en %)                                | 4,9     | 8,1  | 8,2            |

## Toponymie

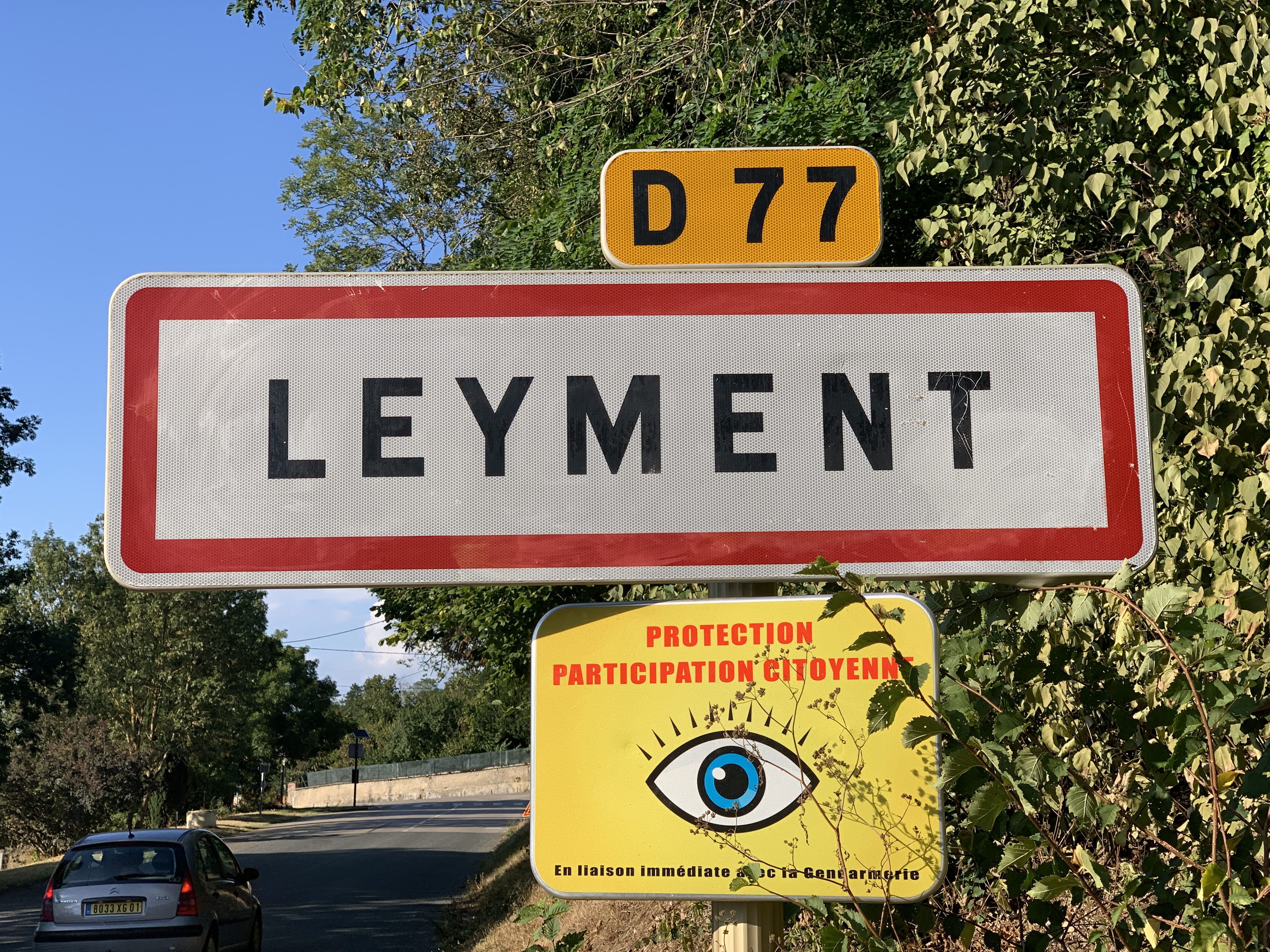

## Histoire
Une partie de l'entrepôt de réserve générale de munitions de l'armée française est établie sur la commune de 1918 à 2004.
La gare de Leyment sur la ligne de Lyon-Perrache à Genève desservait la commune de 1856 aux années 1985, ainsi que le camp militaire et la  zone industrielle de la Plaine-de-l'Ain.

## Politique et administration

### Rattachements administratifs et électoraux

#### Rattachements administratifs
La commune se trouve  dans l'arrondissement de Belley du département de l'Ain.
Elle faisait partie depuis 1801 du canton de Lagnieu. Dans le cadre du redécoupage cantonal de 2014 en France, cette circonscription administrative territoriale a disparu, et le canton n'est plus qu'une circonscription électorale.

#### Rattachements électoraux
Pour les élections départementales, la commune fait partie depuis 2014 d'un nouveau canton de Lagnieu porté de 13 à 26 communes].
Pour l'élection des députés, elle fait partie de la deuxième circonscription de l'Ain.

### Intercommunalité
Leyment est membre de la communauté de communes de la Plaine de l'Ain, un établissement public de coopération intercommunale (EPCI) à fiscalité propre créé en 2002 et auquel la commune a transféré un certain nombre de ses compétences, dans les conditions déterminées par le code général des collectivités territoriales.
La communauté de communes succède alors à un SIVOM et à un district (intercommunalité) créé en 1973 dont la commune était déjà membre.

### Liste des maires
| Période                                  | Période                       | Identité                            | Étiquette              | Qualité                                                                                       |
| ---------------------------------------- | ----------------------------- | ----------------------------------- | ---------------------- | --------------------------------------------------------------------------------------------- |
| Les données manquantes sont à compléter. |                               |                                     |                        |                                                                                               |
| XIXe siècle                              | XIXe siècle                   | Jean-Marie Compagnon de La Servette | Majorité ministérielle | Propriétaire Député de l'Ain (1822 → 1827) Conseiller général de Lagnieu (1933 → 1943)        |
| Les données manquantes sont à compléter. |                               |                                     |                        |                                                                                               |
| avant 1988                               |                               | Georges Rappet                      |                        |                                                                                               |
| 1995                                     | 2000                          | Henri Noel                          |                        |                                                                                               |
| 2000                                     | mars 2008                     | Jean-Noël Andriot                   |                        |                                                                                               |
| 2008                                     | octobre 2022                  | Maryline Bottex,                    |                        | Gestionnaire administrative Mandat écourté par la démission d'une partie du conseil municipal |
| octobre 2022,                            | En cours (au 16 février 2023) | Lionel Klingler                     |                        | Préparateur moto                                                                              |

## Équipements et services publics

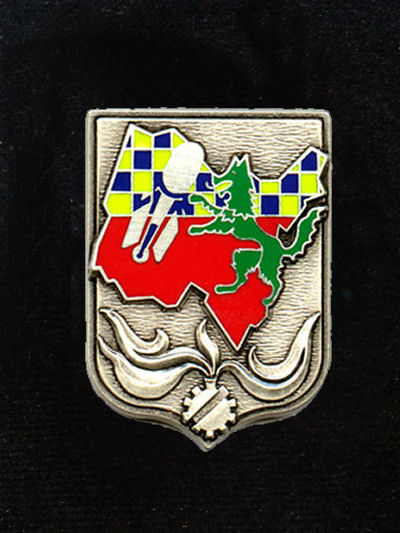
Insigne de l'ancien Établissement du Matériel de Leyment.

### Enseignement
La commune abrite le collège de la Plaine-de-l'Ain.

### Justice, sécurité, secours et défense
Le camp militaire des Fromentaux, un ancien camp militaire essentiellement destiné  au stockage de munitions en surface, était implanté  de 1918 à 2004 en partie sur la commune.

## Population et société

### Démographie
L'évolution du nombre d'habitants est connue à travers les recensements de la population effectués dans la commune depuis 1793. Pour les communes de moins de 10 000 habitants, une enquête de recensement portant sur toute la population est réalisée tous les cinq ans, les populations de référence des années intermédiaires étant quant à elles estimées par interpolation ou extrapolation. Pour la commune, le premier recensement exhaustif entrant dans le cadre du nouveau dispositif a été réalisé en 2008.

En 2022, la commune comptait 1 417 habitants, en évolution de +10,27 % par rapport à 2016 (Ain : +5,15 %, France hors Mayotte : +2,11 %).
| 1793 | 1800 | 1806 | 1821 | 1831 | 1836 | 1841 | 1846 | 1851 |
| ---- | ---- | ---- | ---- | ---- | ---- | ---- | ---- | ---- |
| 450  | 500  | 514  | 552  | 610  | 571  | 557  | 569  | 607  |

| 1856 | 1861 | 1866 | 1872 | 1876 | 1881 | 1886 | 1891 | 1896 |
| ---- | ---- | ---- | ---- | ---- | ---- | ---- | ---- | ---- |
| 615  | 582  | 584  | 569  | 519  | 492  | 515  | 536  | 441  |

| 1901 | 1906 | 1911 | 1921 | 1926 | 1931 | 1936 | 1946 | 1954 |
| ---- | ---- | ---- | ---- | ---- | ---- | ---- | ---- | ---- |
| 442  | 440  | 436  | 568  | 580  | 688  | 665  | 510  | 548  |

| 1962 | 1968 | 1975 | 1982 | 1990 | 1999 | 2006  | 2008  | 2013  |
| ---- | ---- | ---- | ---- | ---- | ---- | ----- | ----- | ----- |
| 543  | 522  | 552  | 540  | 822  | 922  | 1 185 | 1 260 | 1 249 |

| 2018  | 2022  | - | - | - | - | - | - | - |
| ----- | ----- | - | - | - | - | - | - | - |
| 1 321 | 1 417 | - | - | - | - | - | - | - |

### Manifestations culturelles et festivités
Leyment est considérée comme la capitale du muguet sauvage et accueille chaque 1er mai les cueilleurs de toute la France.
Chaque dernier dimanche d'août, un vide-greniers était organisé à Leyment. Considéré comme la deuxième manifestation du genre en France, après la braderie de Lille, elle réunissait une centaine de milliers de touristes chaque année (chiffres 2010 : 25 km d'exposants - 110 000 visiteurs).

## Économie
- Petite activité dans la zone industrielle.
- La production d'emmental, fût une activité majeure au XXe siècle. En effet, pour satisfaire les besoins des Lyonnais[30], une fruitière a été construite, sur la commune de Leyment, en 1925 et inaugurée le 10 octobre 1926[31]. La coopérative laitière, qui collecte la production de 710 éleveurs répartis sur 13 communes, a été construite au bord du chemin de fer pour faciliter le transport. Elle traite alors 9000 litres de lait / jour[30]. Cette laiterie, très active, auparavant appelée "Laiterie de la Côtière et du Bas Bugey" , spécialisée dans la fabrication d'emmental et de beurre, devient la fromagerie "Valment" en 1993 , à la suite d'une collaboration entre les deux localités de La Valbonne et Leyment. L'emmental était ensuite envoyé à Montmélian pour la phase d'affinage. En 2014, la production de meules d'emmental cesse. Depuis, la laiterie a été rachetée et se spécialise désormais dans la production de yaourts et de ramequin[31].

## Culture et patrimoine

### Lieux et monuments
- Église Saint-Jean-Baptiste. Édifice religieux de style roman. Antoine d'Arloz, seigneur de la Servette et de Leyment, y est enterré, au niveau du chœur.
- Fontaine-Lavoir. La fontaine associée au lavoir porte la date de 1830. L'édifice est muni d'un toit à toiles vernissée réalisant plusieurs losanges jaunes et verts.
- Ancienne maison forte de la Servette à 1 km au nord-est du bourg. Cet édifice, cité depuis 1314, est attribué à Gilles II d'Arloz, seigneur de la Servette et de Leyment. Au fil des Années, la maison forte a été modifiée et restaurée[32].

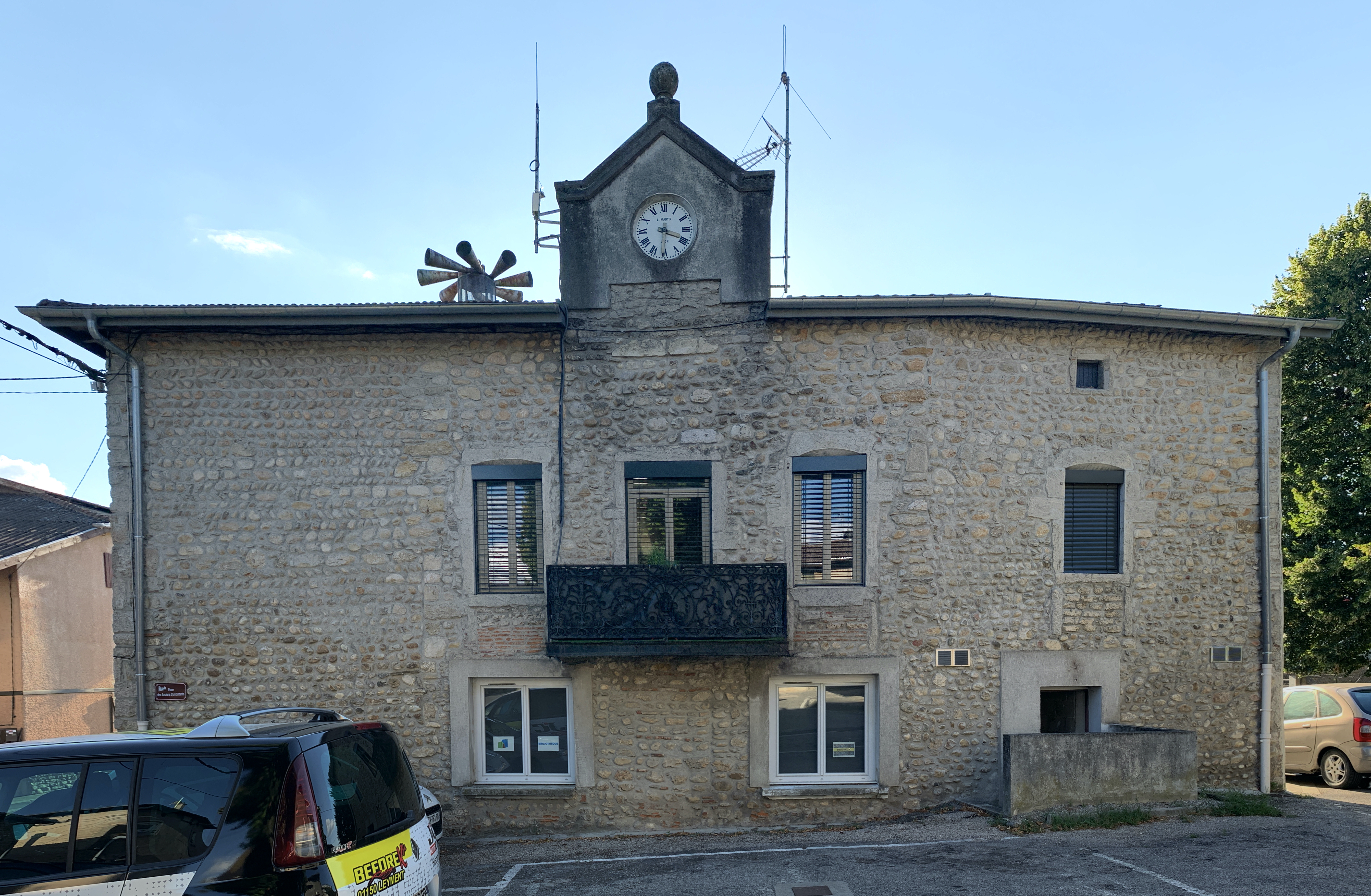
L'ancienne mairie.
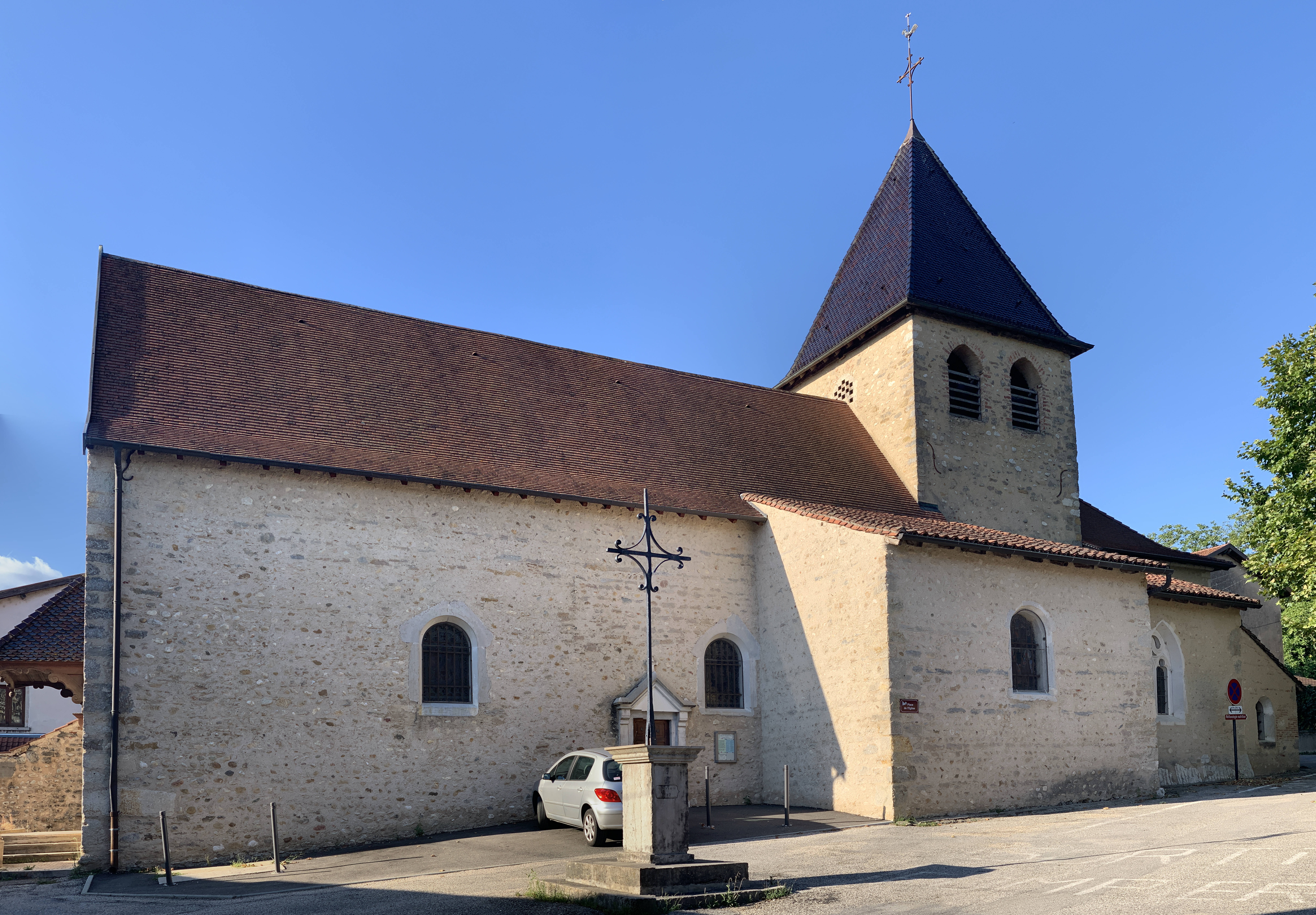
L'église Saint-Jean-Baptiste.
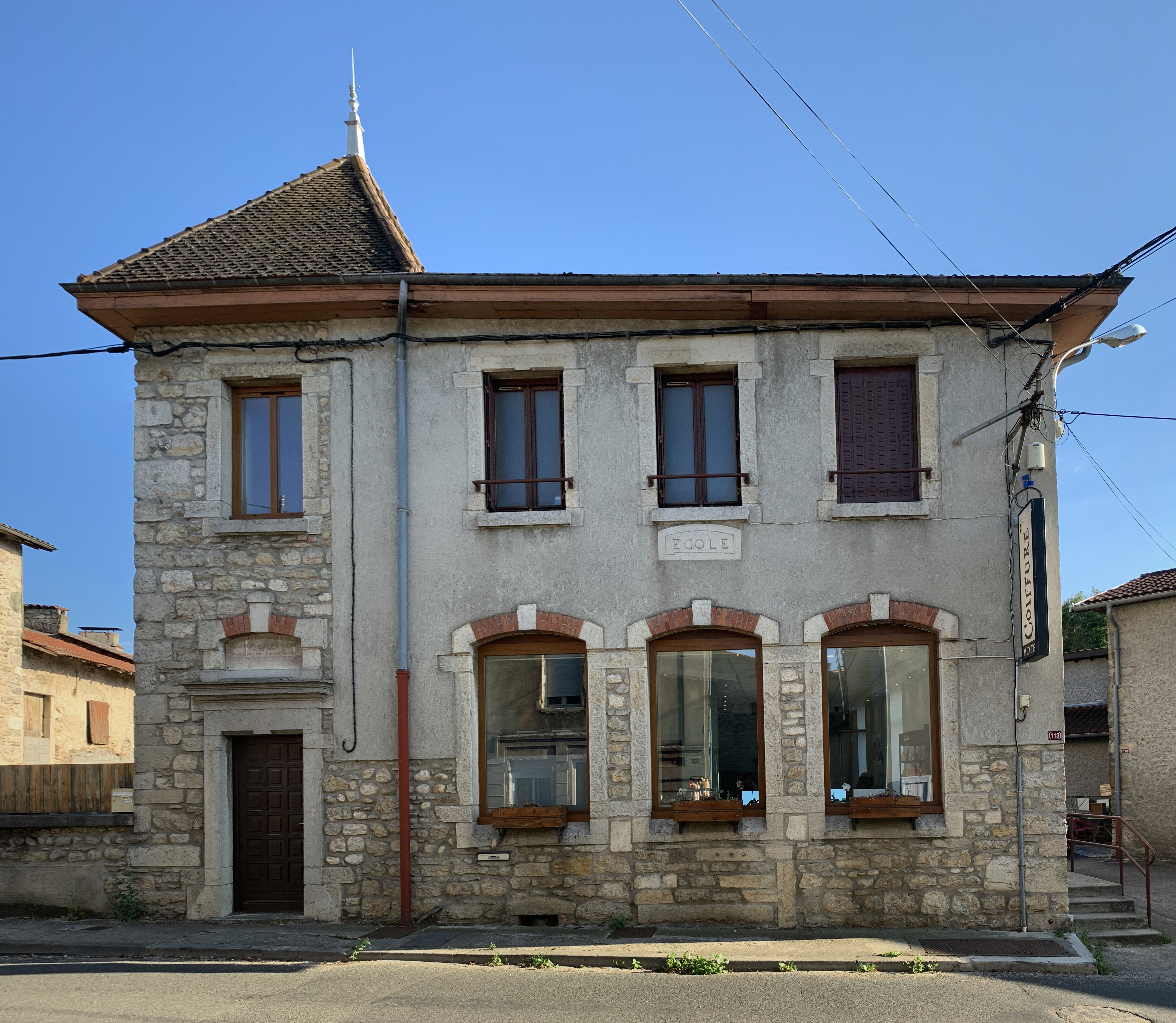
L'ancienne école.
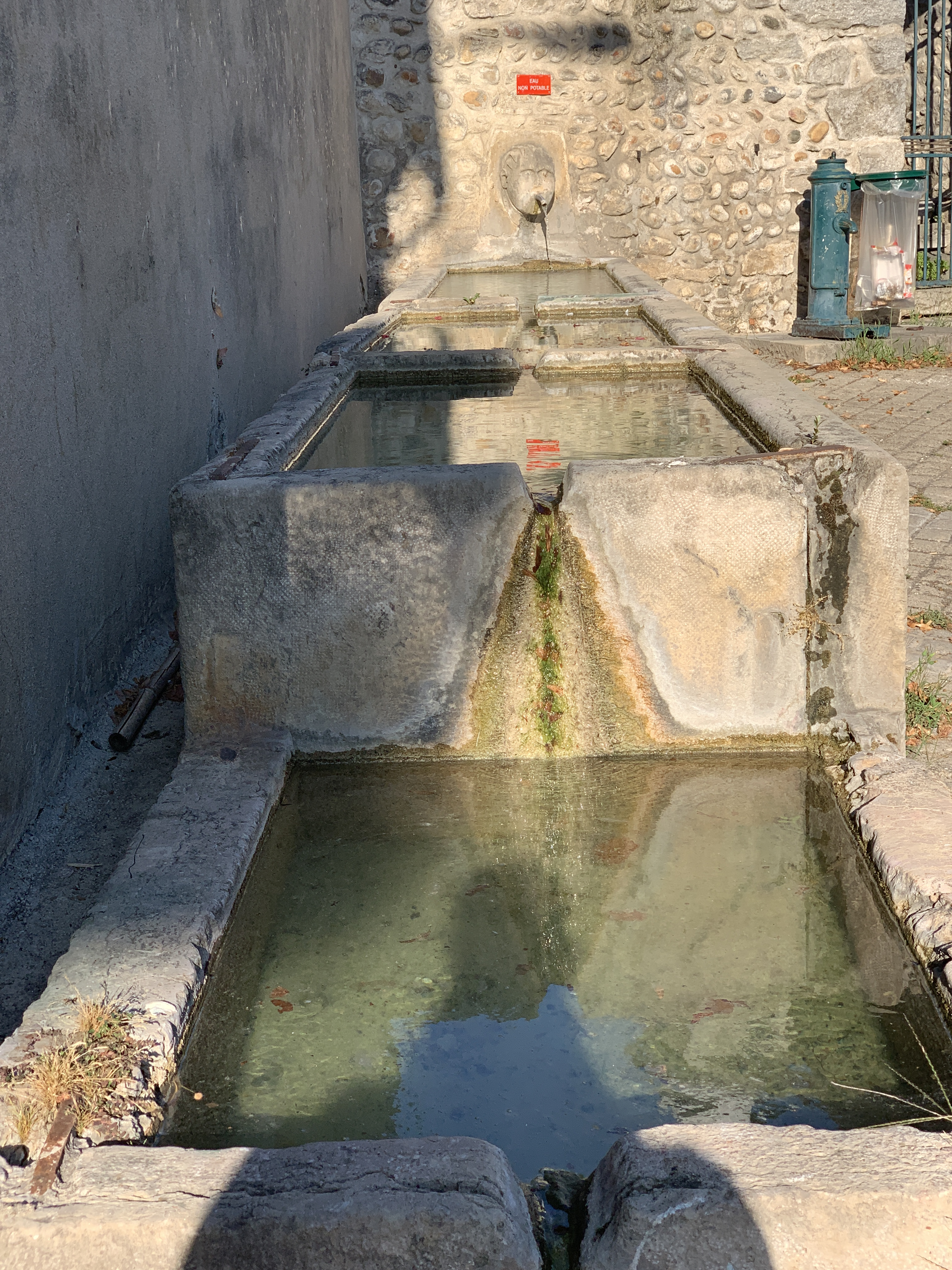
Fontaine de la rue de la Mairie.
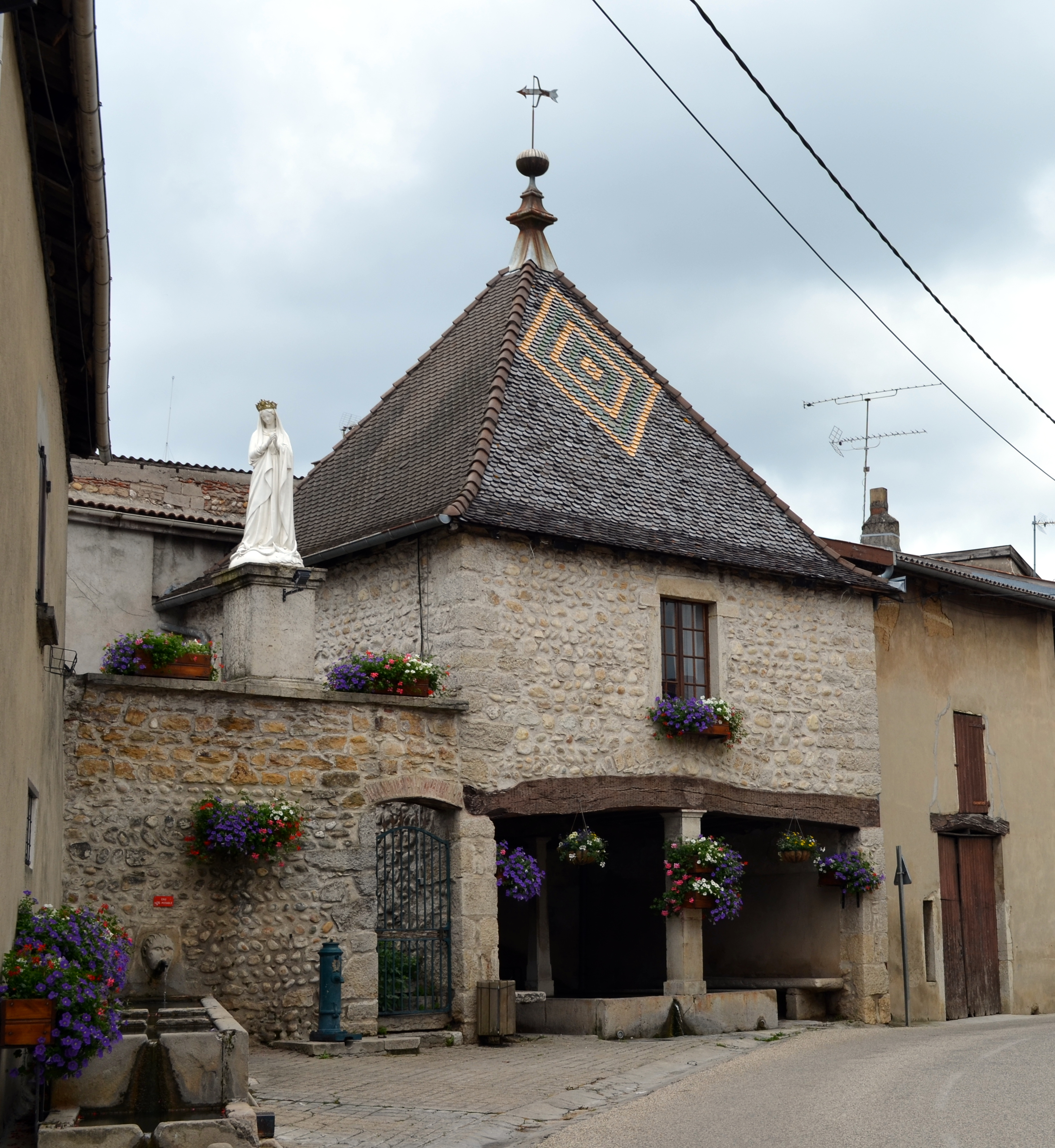
Le lavoir.
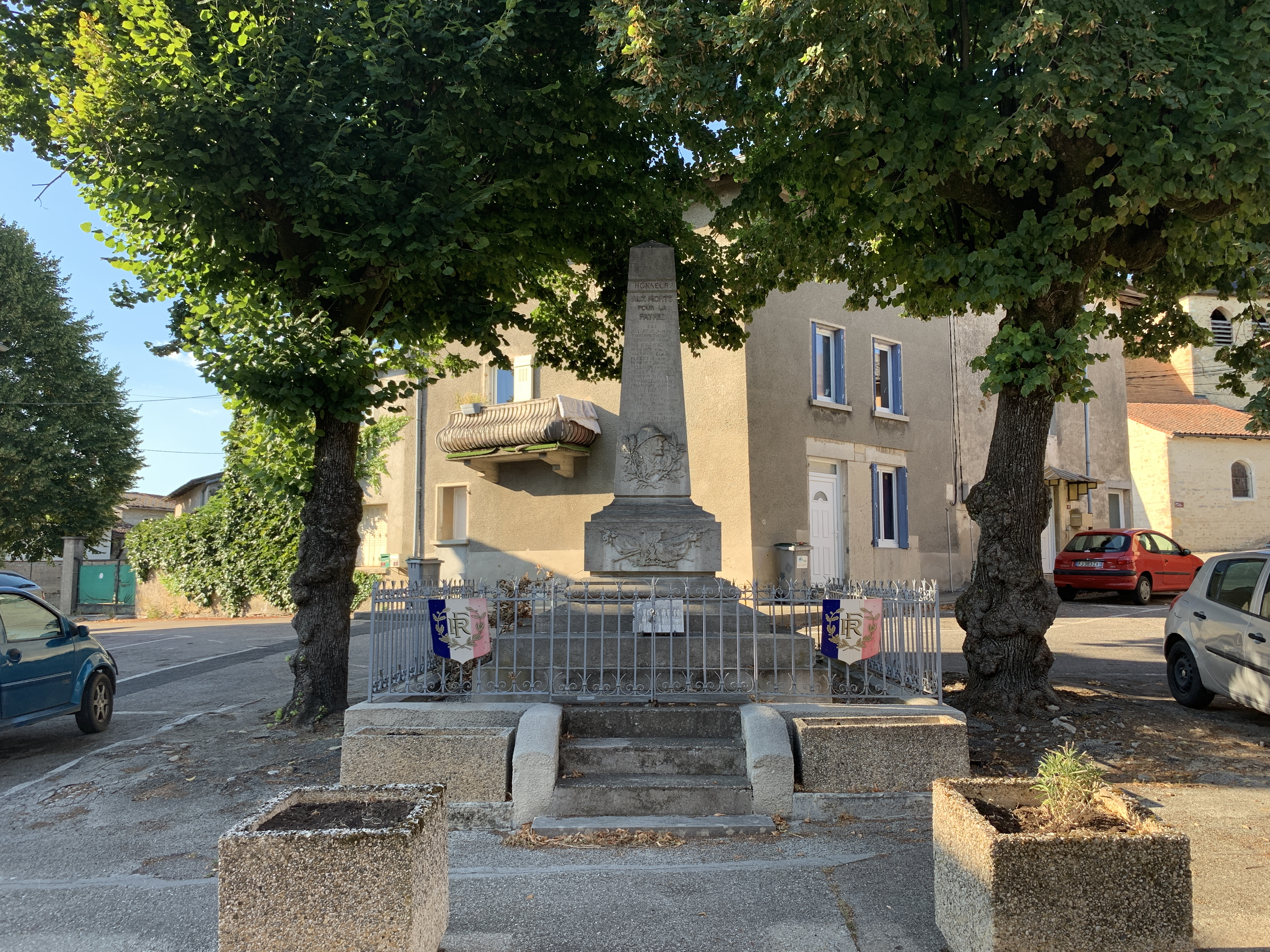
Monument aux morts.

### Personnalités liées à la commune
- Jean-Marie Compagnon de La Servette, homme politique né le 15 juillet 1766 à Leyment (Ain) et mort le 7 juillet 1843 à Bourg-en-Bresse (Ain).
- Pierre Fournier (journaliste), y vécut de 1969 à 1973.

## Pour approfondir